# Flottrevy
En flottrevy är ett tillfälle då ett lands hela flotta (eller stora delar av flottan) har ankrat upp för inspektion av statsöverhuvudet eller annan person av hög rang. Ordet flottrevy är bildat av flotta och franskans revue (i betydelsen uppvisning eller mönstring).
Flottrevyer genomförs sällan på grund av de höga kostnader som det innebär att samla många fartyg. I regel är de föranledda av jubileum av stor nationell betydelse, exempelvis för krigshändelser eller trontillträden. Det förekommer att andra länder är representerade med fartyg för att visa sina hedersbetygelser.

## Storbritannien
I Storbritannien har kungliga flottrevyer genomförts sedan Henrik V inspekterade sin flotta 1415. Ursprungligen var ändamålet att inspektera fartygen inför förestående örlog. Senare användes flottrevyer som styrkedemonstration för andra nationer, exempelvis i samband med statsbesök. 
När Edward VII kröntes i 9 augusti 1902, inleddes en tradition med flottrevyer för att högtidlighålla den sittande monarkens tillträde och jubileumsdagar på tronen. Den senaste kröningsrevyn genomfördes för drottning Elizabeth II 15 juni 1953 med flera hundra fartyg ur Royal Navy samt 16 utländska stater, däribland Sverige som deltog med HMS Göta Lejon, representerade. En planerad flottrevy med anledning av drottningens guldjubileum (50 år som regent) 2002 ställdes in av kostnadsskäl, vilket möjligen markerar slutet på denna tradition.
De brittiska flottrevyerna har oftast genomförts på redden Spithead utanför Portsmouth med huvudbasen. Platsen har givit upphov till uttrycket Spitheadrevy.

## USA
I USA är det presidenten, försvarsministern eller marinministern som vid en flottrevy inspekterar deltagande enheter. Flottrevyer förekommer ibland i samband med Navy Day (flottans dag) och syftar då främst till att sprida information om USA:s flotta. Över 30 flottrevyer har genomförts sedan år 1900.

### Webbkällor
- Webbplats för Royal Naval Museum